# 2Shy
«2Shy» («Too Shy» — «Слишком застенчивый») — 6-й эпизод 3-го сезона сериала «Секретные материалы», главные герои которого — Фокс Малдер (Дэвид Духовны) и Дана Скалли (Джиллиан Андерсон), агенты ФБР, расследующие сложно поддающиеся научному объяснению преступления. В данном эпизоде Малдер и Скалли расследуют гибель женщины при странных обстоятельствах. Тело отвозят в морг, и, когда Скалли хочет провести вскрытие, она не может этого сделать из-за того, что тело жертвы разложилось, и её кости размягчились, что указывало на присутствие агрессивных ферментов. Эпизод принадлежит к типу «монстр недели» и не связан с основной «мифологией сериала», заданной в первой серии.
Премьера эпизода состоялась 3 ноября 1995 года на телеканале FOX. Количество зрителей, смотревших премьерный показ в США, оценивается в 14,83 миллиона человек. От критиков «2Shy», вызвавший параллели с эпизодами «Узкий» и «Неотразимый», получил смешанные отзывы.

## Сюжет
Ночью, в машине на пустынной набережной Кливленда мужчина со странным раздражением кожи на шее во время романтического свидания целует свою спутницу, после чего та начинает задыхаться от толстой плёнки во рту. Утром полиция находит в машине сильно разложившееся тело женщины.
Вызванные Малдер и Скалли начинают расследование совместно с полицией Кливленда, которую представляет пожилой детектив Росс. Малдер ранее получил информацию о четырёх схожих убийствах, произошедших в Абердине, и предполагает, что убийца находит своих жертв через сайты знакомств. Скалли не может обследовать тело опознаной по документам Лорен Макалви из-за сильного разложения останков, подвергнутых воздействию фермента с высоким содержанием соляной кислоты. Удивление агентов также вызывает небольшой вес останков, хотя при жизни Макалви была полной женщиной. Малдер опрашивает подругу Макалви, которая рассказывает ему о мужчине под онлайн-псевдонимом «2Shy», с которым Лорен общалась незадолго до своей смерти.
Тем временем, 2Shy, чье настоящее имя — Верджил Инканто — скрываясь под другим псевдонимом (Huggs), уговаривает в онлайн-чате Эллен Камински — полную немолодую женщину прийти на свидание. Эллен соглашается, но, испугавшись разочарования, не приходит. Инканто, чья кожа опять частично покрывается раздражениями, снимает полную проститутку, но, когда он пытается её поцеловать, проститутка, отбиваясь, сдирает ногтями кожу на тыльной стороне его ладони (куски его кожи остаются у неё под ногтями). Инканто убивает проститутку, чье тело потом находят прохожие. Малдер и Скалли делают вывод, что убийца атакует полных женщин и каким-то образом удаляет из их тела жир, возможно, пытаясь восполнить собственный дефицит.
Повторно опросив подругу Макалви, Малдер выясняет, что убийца обладает недюжинными познаниями в латыни и, скорее всего, является переводчиком или сотрудником университета. Составив список подозреваемых, Малдер, Скалли и детектив Росс, разделяются, чтобы их проверить. Эллен соглашается пойти на свидание с Инканто, когда тот слышит стук в дверь. Детектив Росс, пришедший к Инканто, видит его забинтованную руку, но Инканто его убивает и уходит вечером на свидание с Эллен. Тело Росса находит хозяйка дома Инканто, которая хотела оставить ему свои стихотворения для профессиональной оценки. Инканто, уже вернувшийся с Эллен со свидания, видит из её машины свет в своей квартире и спешит уйти, разбив Эллен сердце. В квартире он убивает хозяйку дома, и уезжает к Эллен. По звонку в службу 911 от дочери пропавшей хозяйки дома Инканто, Малдер и Скалли сопоставляют адрес с одним из тех, что были в списке Росса.
Ворвавшись в квартиру к Инканто, агенты находят трупы. Техники взламывают онлайн-аккаунт Инканто и выясняют список возможных жертв. Малдер и Скалли едут на адрес к Эллен, где Инканто, ранее уговоривший Эллен впустить его, пытается её убить. Малдер убегает за человеком на улице, решив, что это Инканто, а Скалли остаётся оказать Эллен помощь, но тут на неё набрасывается Инканто, прятавшийся в ванной. После короткой драки Инканто опрокидывает Скалли на пол и пытается высосать из неё жир, когда Эллен стреляет в него из пистолета Скалли. Через некоторое время арестованный Инканто, ослабевший и потерявший человеческий облик из-за отсутствия жировых клеток в теле, признаётся агентам в убийствах 47 женщин. Когда Скалли с отвращением бросает ему, что он питался «не только их телами, но и умами», Инканто парирует: «Я давал им то, что они хотели. Они давали мне то, в чём я нуждался».

## Производство
Сценарий к «2Shy» написал Джефф Влейминг, ранее работавший над сериалом «Чудеса науки». Этот эпизод и «Адские деньги» станут единственными сценариями Влейминга к «Секретным материалам». Изначально Влейминг представлял Инканто как страшного изгоя по образу «Призрака в опере». Позже Инканто стал «мясником», срезавшим жир с тел своих жертв, пока, наконец, не приобрёл относительно нормальный внешний вид. Последнее обстоятельство Дэвид Наттер «сбалансировал» несколькими ужасающими моментами, помня о популярности среди фанатов сериала отвратительного монстра из эпизода Хозяин. Фрэнк Спотниц, редактируя сценарий, опасался, что сюжет может быть воспринят как оскорбительный, но Крис Картер сумел переубедить его, охарактеризовав эпизод как «забавный “Секретный материал” старомодного типа».
Эпизод преимущественно снимался на Квебек-Стрит в Ванкувере. Интерьерные съёмки осуществлялись в двух соседних зданиях, упростив логистические вопросы. Для фанатов сериала «2Shy» ознаменовался дебютом дублёра Дэвида Духовны – Стива Кизиака, которого менеджер сериала по локациям, Луиза Граднитцер, случайно заметила на улице, перепутав с актёром ввиду их значительного внешнего сходства. Кизиак дублировал Духовны вплоть до конца 9-го сезона, а в эпизоде «Бойцовский клуб» сыграл двойника Малдера. Дебют Кизиака сопровождался курьёзным случаем: в сцене, где Малдер выбивает дверь, снимался Кизиак, и вместе с дублершей Джиллиан Андерсон они по ошибке выбили дверь в чью-то квартиру, где в это время проходила вечеринка. Также в серии снялись Керри Сандомирски, ранее появлявшаяся в первом сезоне («Роланд»), и Глинис Дэвис, игравшая эпизодические роли в «Тумсе» и «Неотразимом».

## Эфир и отзывы
Премьера эпизода состоялась на канале Fox network 3 ноября 1995 года. Рейтинг Нильсена составил 10,1 балла с долей в 17,0, означающий, что примерно 10,1 процента из всех оборудованных телевизором домозяйств в США  и 17 процентов от всех домохозяйств, смотревших телевизор в тот вечер, были настроены на премьеру эпизода. Количество зрителей, смотревших премьеру, оценивается в 14,83 миллиона человек.
От критиков эпизод получил смешанные отзывы. Зак Хэндлен в статье для «The A.V. Club» присвоил серии оценку «B-» (2,75 балла из 4-х возможных), посчитав, что Инканто «великолепно отвратителен», но ему «не хватает той универсальной жутковатости», которая была присуща Юджину Тумсу. Критику также не понравилось, что эпизод просто выставляет одиноких женщин жертвами, не наделяя женских персонажей реальной глубиной. «Entertainment Weekly», проводя общий обзор третьего сезона, поставил эпизоду аналогичную оценку, сравнив Инканто с другими «незамысловатыми» антагонистами как Юджин Тумс и Донни Пфастер. Писатели Роберт Ширман и Ларс Пирсон в книге «Желая верить: Критический путеводитель по Секретным материалам, Тысячелетию и Одиноким стрелкам» (англ. Wanting to Believe: A Critical Guide to The X-Files, Millennium & The Lone Gunmen) дали серии три звезды из возможных пяти, назвав эпизод «переработанным Узким» и «слишком шаблонным, чтобы быть поистине удовлетворительным». Однако писатели отметили «душевность» и «неплохой ритм» серии, а к числу плюсов отнесли визуально неприятную составляющую.
В 2011 году журнал «TV Guide» включил Инканто в список самых страшных монстров «Секретных материалов», а «UGO Networks» включил персонажа в число лучших «монстров недели». Сайт отметил, что финальная сцена, в которой искреннее отторжение Скалли тех инстинктивных нужд, о которых ей говорит Инканто, является одной из лучших концовок в сериале.